# Пантерсвил (Џорџија)
Пантерсвил (енгл. Panthersville) насељено је место без административног статуса у америчкој савезној држави Џорџија.

## Демографија
По попису из 2010. године број становника је 9.749, што је 2.042 (-17,3%) становника мање него 2000. године.
| Група             | 2000.          | 2010.         |
| Белци             | 215 (1,8%)     | 148 (1,5%)    |
| Афроамериканци    | 11.360 (96,3%) | 9.409 (96,5%) |
| Азијати           | 24 (0,2%)      | 25 (0,3%)     |
| Хиспаноамериканци | 140 (1,2%)     | 106 (1,1%)    |
| Укупно            | 11.791         | 9.749         |